# Chiesa di San Giorgio a Porciano

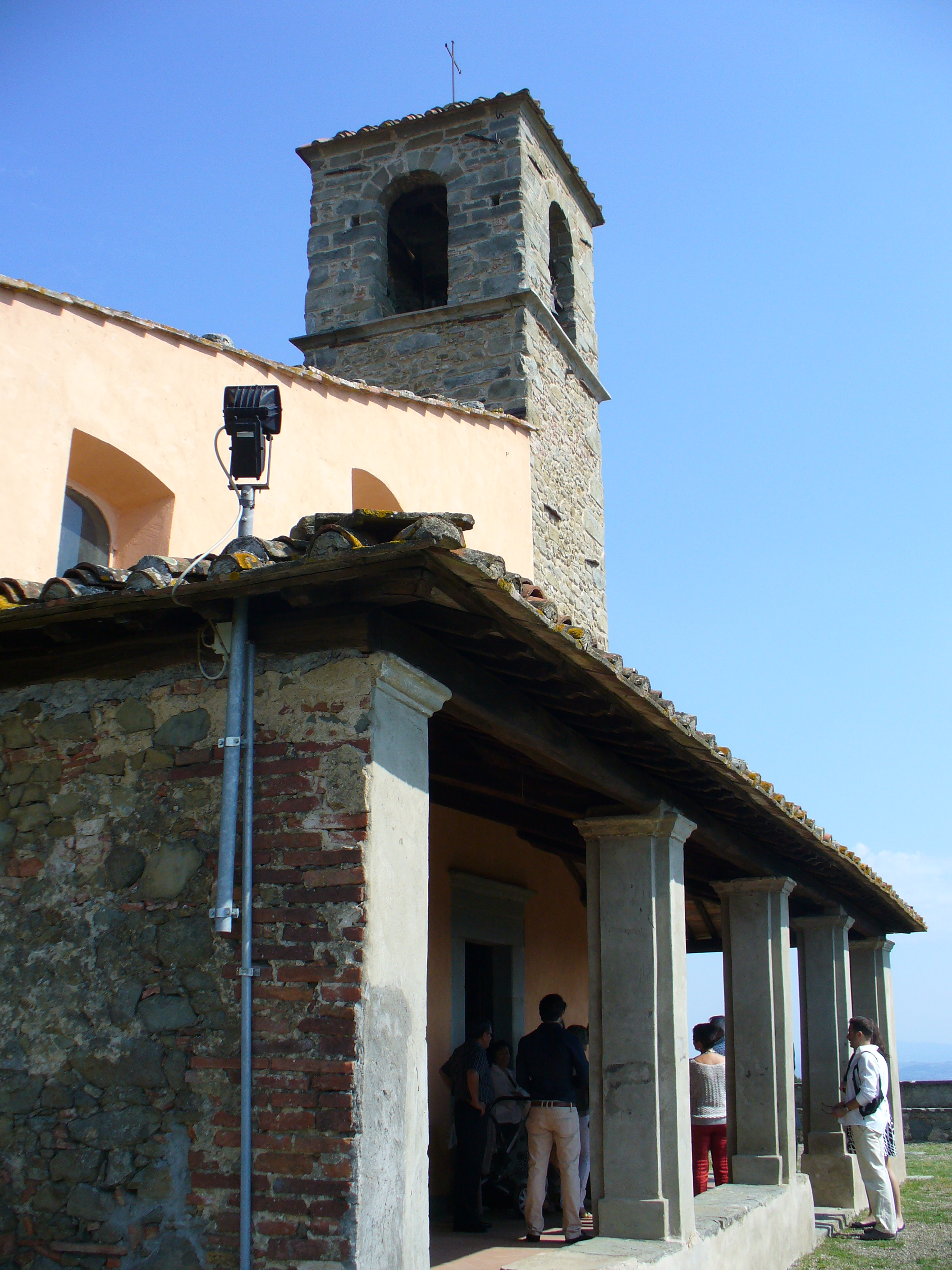
Facciata con portico

La chiesa di San Giorgio a Porciano è un luogo di culto cattolico che si trova nella frazione di Porciano a circa 4,5 km da Lamporecchio, in provincia di Pistoia.

## Storia e descrizione
Risale al XIII secolo, ma l'edificio attuale si presenta con aggiunte successive, visibili anche sulla facciata asimmetrica, dotata di portico e affiancata dal campanile angolare. Tuttavia permangono ancora alcune parti originarie come le monofore sul lato sud, costruito a bozze di pietra, e il soffitto a capriate lignee del XIV secolo.
L'interno si presenta ad unica navata e con abside quadrangolare, ornato da altari laterali in pietra serena del XVII secolo e dall'altar maggiore, sempre in pietra, datato 1687, sul quale è collocato un tabernacolo settecentesco in marmo. Al secondo altare destro si trova una tavola centinata raffigurante la Madonna in trono col Bambino fra i Santi Antonio Abate e Nicola di Bari del pistoiese Gerino Gerini (1520).

## Altre immagini

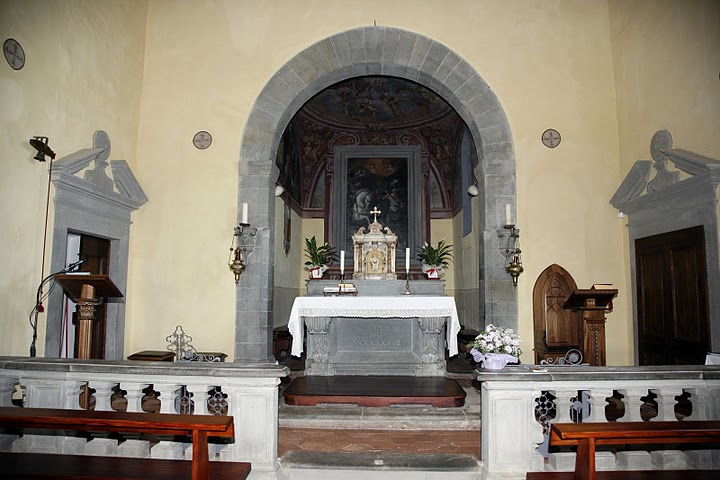
Altare maggiore
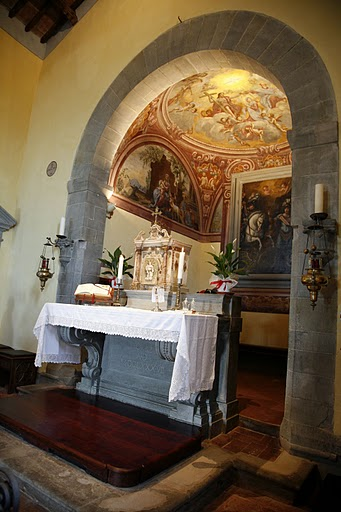
Altare con tabernacolo e abside
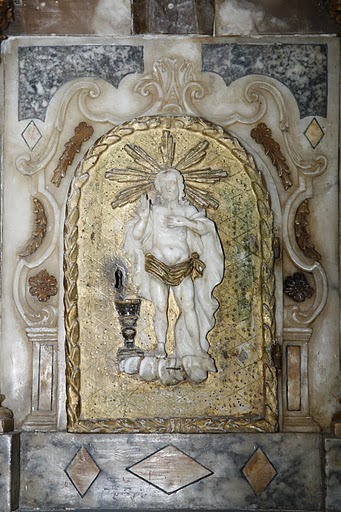
Particolare del tabernacolo
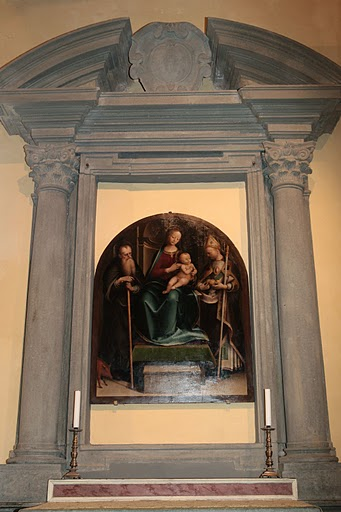
Madonna con bambino